# 1630
Реформація •  Доба великих географічних відкриттів •  Ганза •  Нідерландська революція •  Річ Посполита •  Запорозька Січ

## Геополітична ситуація
Османську імперію очолює Мурад IV (до 1640). Під владою османського султана перебувають Близький Схід та Єгипет, Середземноморське узбережжя Північної Африки, частина Закавказзя, значні території в Європі: Греція, Болгарія і Сербія. Васалами османів є Волощина та Молдова.
Священна Римська імперія — наймогутніша держава Європи. Її територія охоплює, крім німецьких земель, Угорщину з Хорватією, Богемію, Північну Італію. Її імператором є Фердинанд II з родини Габсбургів (до 1637). Фердинанд III Габсбург — король Угорщини. На території імперії триває Тридцятирічна війна.
Габсбург Філіп IV Великий є королем Іспанії (до 1665) та Португалії. Йому належать Іспанські Нідерланди, південь Італії, Нова Іспанія, Нова Гранада та Нова Кастилія в Америці, Філіппіни. Португалія, попри правління іспанського короля, залишається незалежною. Вона має володіння в Бразилії, в Африці, в Індії, на Цейлоні, в Індійському океані й Індонезії.
Північ Нідерландів займає Республіка Об'єднаних провінцій. Король Франції — Людовик XIII Справедливий (до 1643). Королем Англії є Карл I (до 1640). Король Данії та Норвегії — Кристіан IV Данський (до 1648), Швеції — Густав II Адольф (до 1632). На Апеннінському півострові незалежні Венеціанська республіка та Папська область.
Королем Речі Посполитої, якій належать українські землі, є Сигізмунд III Ваза (до 1632). На півдні України існує Запорозька Січ.
Царем Московії є Михайло Романов (до 1645). Існують Кримське ханство, Ногайська орда.
В Ірані правлять Сефевіди.
Значними державами Індостану є Імперія Великих Моголів, Біджапурський султанат, султанат Голконда, Віджаянагара. У Китаї править династія Мін, маньчжури утворили династію Пізня Цзінь. У Японії триває період Едо.

## Події

### В Україні
- Спалахнуло повстання Федоровича.
- Між козаками та королівськими військами підписано Переяславську угоду.
- Гетьманом реєстрових козаків обрано Тиміша Орендаренка.

### У світі
- Воєводою Трансильванії став Юрій I Ракоці.
- Флот Голландської Вест-Індської компанії захопив місто Ресіфі. Виникла Голландська Бразилія.
- Тридцятирічна війна:
  - 6 липня 13-тисячне шведське військо висадилося в Померанії для участі в Тридцятирічній війні.
  - 9 липня шведи захопли Щецін.
  - Імператор Фердинанд II Габсбург відправив у відставку свого генерала Альбрехта фон Валленштейна.
  - 4 вересня шведи підписали в Щецині з герцогством Померанія угоду про союзницькі дії.
  - Імперські війська почали облогу Магдебурга.
- Триває війна за мантуанську спадщину між Францією та Іспанією.
- 11 листопада завдяки своєчасному розкриттю зазнала невдачі змова французької знаті, очолюваної королевою-матір'ю Марією Медічі, котрі вимагали від короля Людовика XIII відставки кардинала Рішельє.
- В Італії лютує чума.
- Деканське плато в Індостані охопив голод, що забрав близько двох мільйонів життів.
- 7 вересня містечко Трімонтен перейменоване в Бостон і оголошене столицею штату Массачусетс.

## Наука і культура
- Побачила світ «Енциклопедія» Йоганна Генріха Альстеда.
- За переказами 22 лютого англійські колоністи Нового Світу вперше попробували нову страву — індіанець на ім'я Квадекін пригостив їх попкорном, смаженою кукурудзою, стравою цілком звичною для місцевого населення.

## Народились
Див. також Категорія:Народились 1630
- 29 травня — Чарльз II, король Англії, Шотландії, Ірландії (1660-1685)

## Померли
Див. також Категорія:Померли 1630
- 15 листопада — У Регенсбурзі на 59-му році життя помер відомий німецький астроном Іоганн Кеплер